# Pogary
Pogary (641 m n.p.m.) – szczyt w Bieszczadach Zachodnich, w paśmie Wysokiego Działu.
Stoki Pogarów opadają: w kierunku południowo-wschodnim w kierunku doliny Kalniczki i wsi Średnie Wielkie, natomiast w kierunku północno-zachodnim – ku wsi Kulaszne i drogi wojewódzkiej nr 889. Sam szczyt stanowi dobry punkt widokowy na Bieszczady oraz Beskid Niski.

## Szlaki turystyczne
- Sanok – Morochów – Pogary – Suliła (759 m n.p.m.) – Przełęcz pod Suliłą (609 m n.p.m.) – Dział (830 m n.p.m.) – Chryszczata (997 m n.p.m.)